# Emília Sedláková
Emília Sedláková (13. prosince 1926 – 12. října 2018) byla slovenská a československá politička Komunistické strany Slovenska, poslankyně Slovenské národní rady a Sněmovny národů Federálního shromáždění na počátku normalizace. Po roce 1970 odstavena z politických funkcí.

## Biografie
K roku 1969 se uvádí jako místopředsedkyně Ústředního výboru Slovenského svazu žen.
Po provedení federalizace Československa usedla v lednu 1969 do Sněmovny národů Federálního shromáždění. Nominovala ji Slovenská národní rada, kde rovněž zasedala. Ve federálním parlamentu setrvala do prosince 1970, kdy rezignovala na svůj mandát. Byla členkou předsednictva Federálního shromáždění.
Po invazi vojsk Varšavské smlouvy do Československa se profilovala jako odpůrkyně okupace. Když krátce po invazi přistálo na bratislavském letišti letadlo s československou delegací mířící na jednání do Moskvy vedenou prezidentem Ludvíkem Svobodou, byla Sedláková jedním z členů Předsednictva ÚV KSS, kteří přišli delegaci pozdravit, přičemž ostře nesouhlasila s tím, že v delegaci je přítomen prosovětský Vasil Biľak. Po nástupu normalizace ji Ústřední výbor Komunistické strany Československa zařadil na seznam „představitelů a exponentů pravice“. V té době je uváděna jako místopředsedkyně ÚV SSŽ, Bratislava.